# Chromatoclothoda nigricauda
Chromatoclothoda nigricauda är en insektsart som beskrevs av Ross 1987. Chromatoclothoda nigricauda ingår i släktet Chromatoclothoda och familjen Clothodidae. Inga underarter finns listade i Catalogue of Life.